# Montcabrier (Lot)
Montcabrier ist eine französische Gemeinde mit 342 Einwohnern (Stand 1. Januar 2022) im Département Lot in der Region Okzitanien. Sie gehört zum Kanton Puy-l’Évêque und zum Arrondissement Cahors.
Nachbargemeinden sind Sauveterre-la-Lémance im Nordwesten, Loubejac im Norden, Cassagnes im Osten, Puy-l’Évêque im Südosten, Duravel im Süden und Saint-Martin-le-Redon im Westen.

## Bevölkerungsentwicklung
| Jahr      | 1962 | 1968 | 1975 | 1982 | 1990 | 1999 | 2008 | 2018 |
| --------- | ---- | ---- | ---- | ---- | ---- | ---- | ---- | ---- |
| Einwohner | 403  | 426  | 380  | 352  | 403  | 385  | 383  | 352  |

## Sehenswürdigkeiten

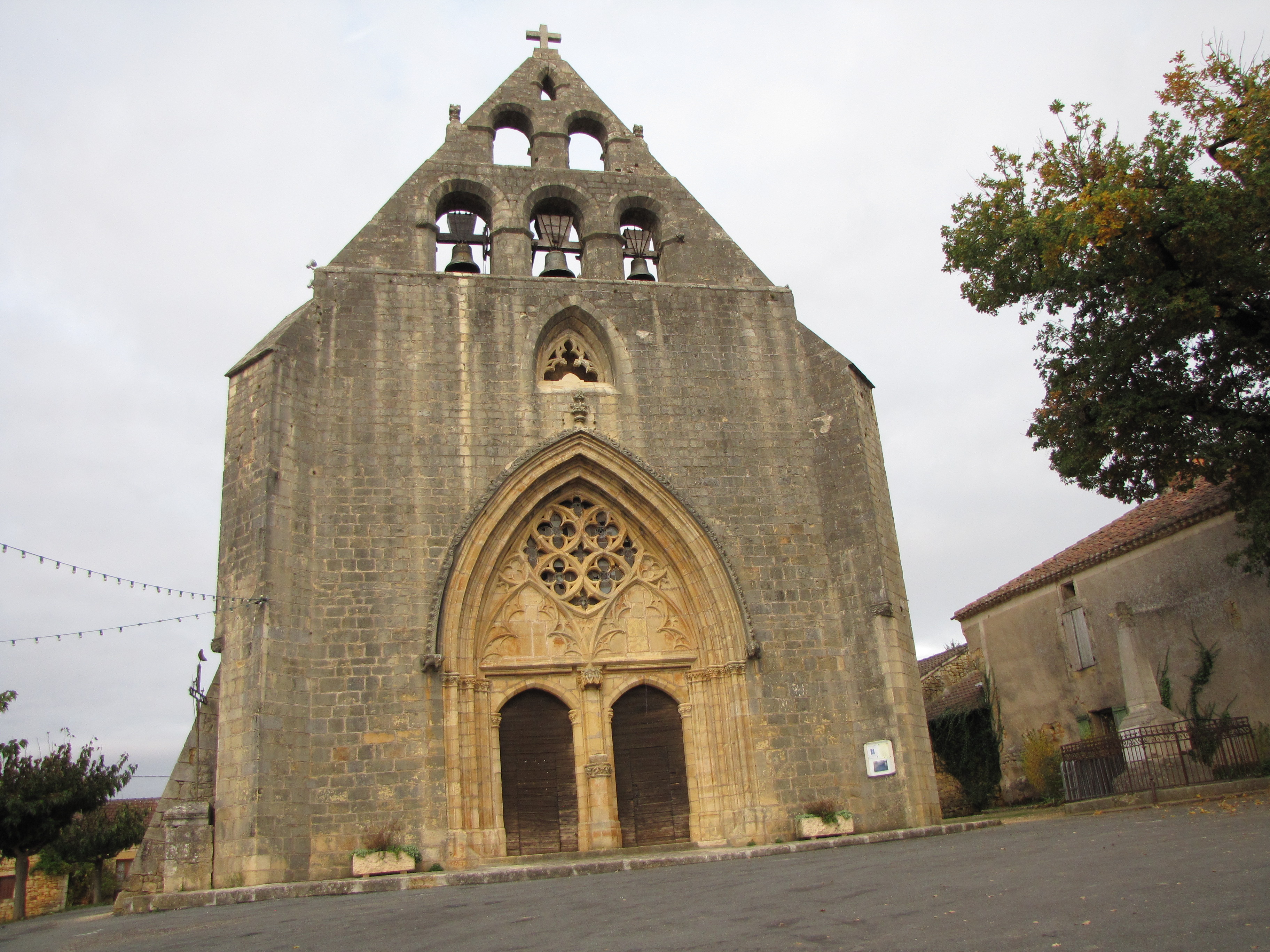
Gotisch-romanische Kirche, seit 1925 ein Monument historique
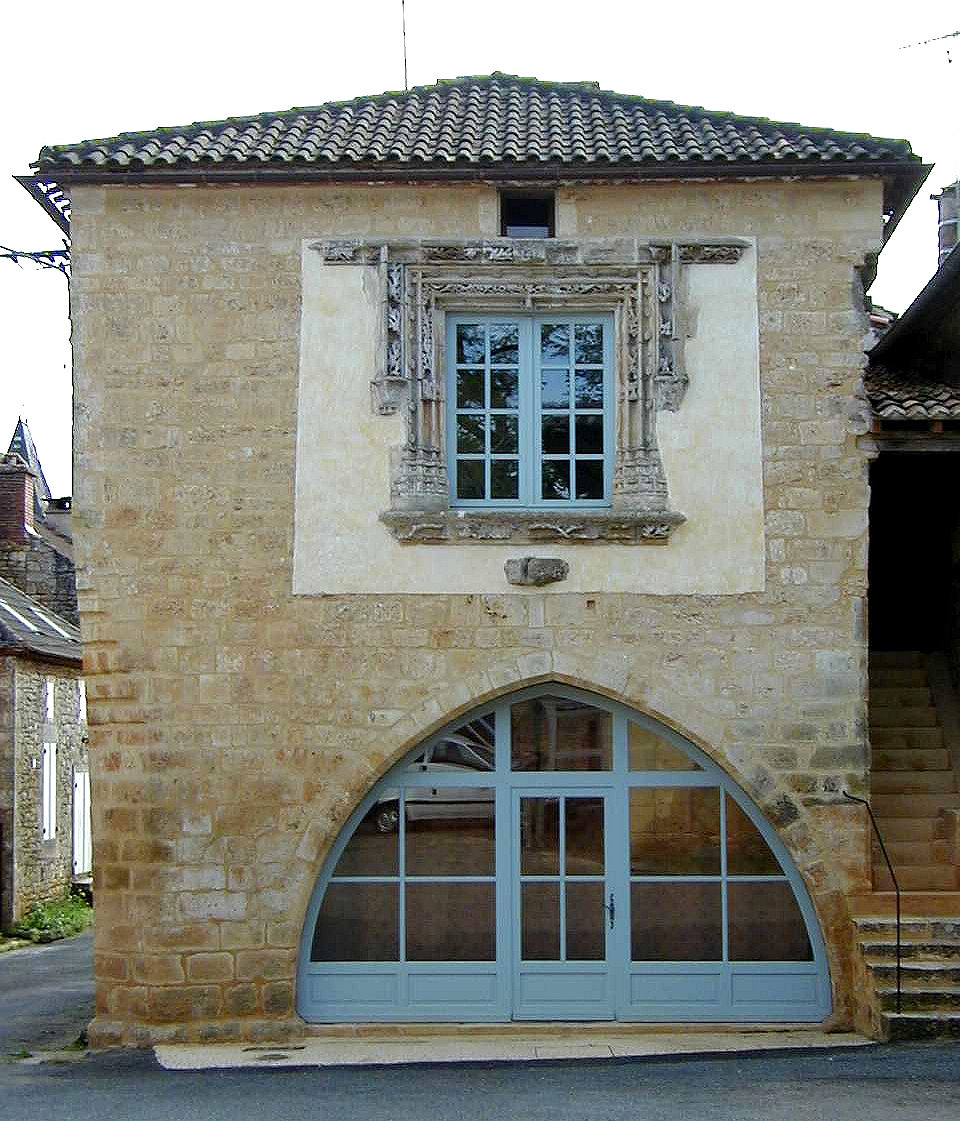
Haus aus dem 16. Jahrhundert, seit 1925 ein Monument historique
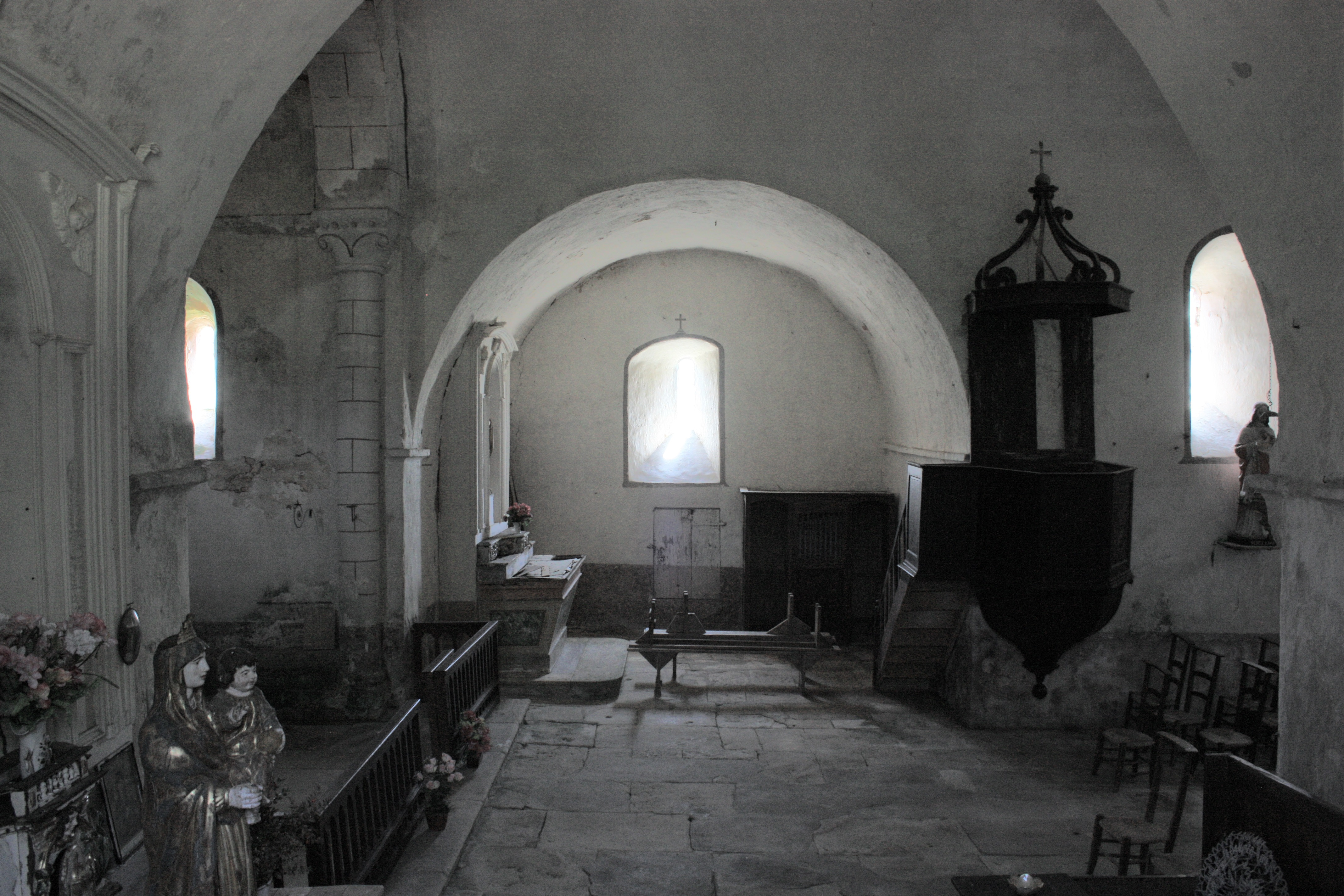
Innenansicht der Kirche Notre-Dame von Montcabrier